# اس‌اس مونا (۱۸۷۸)
اس‌اس مونا (۱۸۷۸) (به انگلیسی: SS Mona (1878)) یک کشتی است که طول آن ۲۰۰ فوت (۶۱ متر) می‌باشد. این کشتی در سال ۱۸۷۸ ساخته شد.